# Felsőcsáj
Felsőcsáj (szlovákul: Vyšný Čaj) község Szlovákiában, a Kassai kerület Kassa-környéki járásában.

## Fekvése
Kassától 15 km-re keletre, az Ósva-patak jobb partján fekszik.

## Története
Területe a bronzkor óta folyamatosan lakott. A 9. században szláv település állt a helyén.
A mai falut 1335-ben „Chay” néven említik először, addig az Aba nemzetség birtoka volt. Ekkor azonban Károly Róbert király hívének, Drugeth Vilmosnak adományozta. Szalánc várának uradalmához tartozott. 1553-ban öt portát számláltak a faluban. 1565-ben tíz lakóház és három zsellérház állt itt. 1598-ban 12 háza volt, a 17. századra viszont teljesen elnéptelenedett. 1720 körül szlovák és magyar lakosokkal telepítették újra. 1746-ban ötven lakosa volt.
A 18. század végén Vályi András így ír róla: „Felső Csáj. Magyar falu Abaúj Vármegyében, birtokosai külömféle Urak, fekszik az előbbi falunak szomszédságában, terméseire nézve hasonlít Alsó Csájhoz, második Osztálybéli.”
A 19. században lakóinak száma lényegesen megnőtt. Fényes Elek 1851-ben kiadott geográfiai szótárában így ír a faluról: „Csáj (Felső), magyar-tót falu, Abauj vgyében, 162 r. kath., 100 ref., 15 zsidó lak. Ref. templom. Rétjei, földjei az Ósva mentében jók. F. u. Földesy, Balogh, Szentmártonyi, Palásty.”
Borovszky Samu monográfiasorozatának Abaúj-Torna vármegyét tárgyaló része szerint: „Alatta fekszik Felső-Csáj és Alsó-Csáj, az előbbinek 56 háza, 328 magyar és tót lakosa, az utóbbinak 31 házban 174 magyar és tót lakosa van. Postája mind a kettőnek Garbócz-Bogdány, távirója Alsó-Mislye. E két község közt bronzkori tárgyakat találtak.”
A trianoni diktátumig Abaúj-Torna vármegye Füzéri járásához tartozott, majd az új Csehszlovák államhoz csatolták. 1938 és 1945 között ismét Magyarország része.

## Népessége
| Év:            | 1994. | 2004.    | 2014.   | 2024.   |
| -------------- | ----- | -------- | ------- | ------- |
| Emberek száma: | 269   | 301      | 295     | 317     |
| Eltérés:       |       | +11,89 % | -1,99 % | +7,45 % |

| Év:            | 2023. | 2024.   |
| -------------- | ----- | ------- |
| Emberek száma: | 318   | 317     |
| Eltérés:       |       | -0,31 % |

1910-ben 352-en, többségében magyar anyanyelvűek lakták, jelentős szlovák kisebbséggel.
2001-ben 283 lakosából 278 szlovák volt.
2011-ben 309 lakosából 295 szlovák volt.